# Ołżas Sulejmienow
Ołżas Omarowicz Sulejmienow (kaz. Олжас Омарұлы Сүлейменов; ros. Олжас Омарович Сулейменов, ur. 18 maja 1936 w Ałma-Acie) – kazachski poeta i pisarz rosyjskojęzyczny, polityk i dyplomata.

## Życiorys
W 1954 ukończył szkołę, a w 1959 studia geologiczne na Kazachskim Uniwersytecie Państwowym, brał udział w ekspedycjach geologicznych. W 1955 zaczął zajmować się literaturą, w latach 1958–1961 studiował w Instytucie Literackim im. Gorkiego w Moskwie, w 1959 opublikował swój pierwszy zbiór wierszy w gazecie literackiej. W 1962 wrócił do Kazachstanu i do 1971 pracował w gazecie „Kazachstanskaja Prawda” jako redaktor literacki, jednocześnie był redaktorem kolegium redakcyjnego kazachskiego studia filmowego, w 1971 został sekretarzem zarządu Związku Pisarzy Kazachstanu (do 1981), a w 1972 przewodniczącym Kazachskiego Komitetu ds. Kontaktów z Pisarzami Azji i Afryki. Od 1977 do 1995 był przewodniczącym Federacji Szachowej Kazachstanu. W latach 1980–1984 był deputowanym i członkiem Prezydium Rady Najwyższej Kazachskiej SRR, a 1984–1989 deputowanym do Rady Najwyższej ZSRR. W latach 1981–1984 pełnił funkcję przewodniczącego Państwowego Komitetu Kazachskiej SRR ds. Kinematografii, a 1984–1992 I sekretarza Związku Pisarzy Kazachstanu i sekretarzem Zarządu Związku Pisarzy ZSRR. Jako aktywny działacz na rzecz rozbrojenia nuklearnego w 1989 został przewodniczącym międzynarodowego ruchu antynuklearnego „Nevada-Semipałatyńsk”. Po rozpadzie ZSRR został liderem partii Ludowy Kongres Kazachstanu (do 1995), w latach 1995–2001 był ambasadorem nadzwyczajnym i pełnomocnym we Włoszech z akredytacją na Grecję i Maltę. W swojej twórczości kontaminuje motywy kultur azjatyckich i europejskich. Jest autorem m.in. zbiorów wierszy i książek Ziemla, pokłoniś czełowieku (1961), Argamaki (1961), Sołniecznyje noczi (1962), God obiezjany (1967), Gliniana księga (Glinianaja kniga, 1969, o martyrologii Polaków w Auschwitz), Krugłaja zwiezda (1975), Izbrannoje (1986).

## Odznaczenia i nagrody
- Order Ojczyzny (Kazachstan, 2006)
- Order „Lampart” I klasy (Kazachstan, 2001)
- Order Rewolucji Październikowej (ZSRR
- Order Czerwonego Sztandaru Pracy (ZSRR)
- Order „Znak Honoru” (ZSRR)
- Nagroda Leninowska (ZSRR, 1967)
- Order Przyjaźni (Rosja)
- Order Za Zasługi (Inguszetia)
- Order Księcia Jarosława Mądrego (Ukraina)
- Order Sztuki i Literatury (Francja)
- Order Şöhrət (Azerbejdżan)